# Министр иностранных дел Бутана
Министр иностранных дел Бутана — министерский пост в королевском правительстве Бутана, который занимается иностранными делами Бутана. В 1968 году Королевское правительство Бутана основало Министерство Развития, которое было предшественником учреждённого в 1970 году Департамента иностранных дел. В 1972 году департамент был преобразован в Министерство иностранных дел. Нынешний министр иностранных дел — Дамчо Дорджи.

## Список министров иностранных дел Бутана с 1972 года
- Дава Церинг (1972 — 20 июля 1998).
- Джигме Тинлей (20 июля 1998 — 30 августа 2003);
- Ханду Вангчук (30 августа 2003 — 31 июля 2007);
- Йешей Дорджи[1] (31 июля 2007 — 11 апреля 2008);
- Угьен Церинг (11 апреля 2008 — 27 июля 2013);
- Ринцин Дордже (27 июля 2013 — 2 августа 2015);
- Дамчо Дорджи (2 августа 2015 — 7 ноября 2018).
- Танди Дорджи (7 ноября 2018 — по настоящее время).